# Lauritz Olsen
Lauritz Christian Olsen (10. august 1872 i København – 9. maj 1955 smst) var en dansk skuespiller, der har medvirket i en stor mængde stumfilm samt tre tonefilm. Hovedsageligt spillede han med i farcer, komedier og lystspil, hvor han var en del af Lau Lauritzen Sr.s faste trup.
Han var allerede startet med skuespillet som barn, hvor han medvirkede på Pantomimeteatret i Tivoli. Senere blev han uddannet kok, men optog igen skuespillet og debuterede i september 1890 på et mindre omrejsende teaterselskab. Fra 1895 var han ansat på Odense Teater hvor han blev en del år, siden kom han til Nørrebros Teater, Det Ny Teater, Casino, Sønderbros Teater og Scalateatret.
Han filmdebuterede i 1907 hos Nordisk Film. Omkring 1920 flyttede han med Lau Lauritzen Sr. Til Palladium og medvirkede her bl.a. i Fy og Bi film. Med over 200 film – mere end 110 med Lau Lauritzen Sr. – var han en af de mest produktive skuespillere i dansk filmhistorie. Hans sidste film var Blændværk indspillet kort før hans død. Lauritz Olsen ligger begravet på Bispebjerg Kirkegård i København.

## Filmografi

### Som skuespiller

#### Stumfilm
| - Kameliadamen (som en herre; instruktør Viggo Larsen, 1907) - Alene i Verden (instruktør Viggo Larsen, 1908) - Den falske Generaldirektør (instruktør Viggo Larsen, 1908) - Frøken Theodor (instruktør Lau Lauritzen Sr., 1908) - Havkongens Datter (ubekendt instruktør, 1908) - Ivar Hvidtfeldt (ubekendt instruktør, 1908) - Svend Dyrings Hus (instruktør Viggo Larsen, 1908) - Vildmanden (som tjener; instruktør Viggo Larsen, 1908) - En Arrestation med Ekstraforplejning (ubekendt instruktør, 1909) - Capriciosa (som sømanden; instruktør Viggo Larsen, 1909) - Helvedes Datter (ubekendt instruktør, 1909) - Naar Djævle er paa Spil (ubekendt instruktør, 1909) - De to Medbejlere (ubekendt instruktør, 1910) - Den hvide Slavehandel (som Georg; instruktør August Blom, 1910) - Den Livegne (som bonden; ubekendt instruktør, 1910) - Dirkens Mester (som Jim Burns, indbrudstyv; ubekendt instruktør, 1910) - Fakirens nye Tjener (ubekendt instruktør, 1910) - Fugleskræmslet (ubekendt instruktør, 1910) - Gennem Kamp til Sejr (ubekendt instruktør, 1910) - Kean (instruktør Holger Rasmussen, 1910) - Krybskyttens Søn (ubekendt instruktør, 1910) - København ved Nat (som manufakturhandler Blomberg; ubekendt instruktør, 1910) - Landsbymusikantens Kærlighed (som landsbymusikanten; ubekendt instruktør, 1910) - Livets Storme (instruktør August Blom, 1910) - Mads i Staden (ubekendt instruktør, 1910) - Medbejlerens Hævn (ubekendt instruktør, 1910) - Sangerindens Diamanter (instruktør Viggo Larsen, 1910) - Spøgelset i Gravkælderen (som smeden Ruprecht; instruktør August Blom, 1910) - Trolovelsesringen (ubekendt instruktør, 1910) - Tøndebaandsmoden (ubekendt instruktør, 1910) - Rivaler (ubekendt instruktør, 1910) - Revolveren (ubekendt instruktør, 1910) - Kreditten leve (instruktør William Augustinus, 1911) - Hævnen er sød (instruktør William Augustinus, 1911) - Lægens Hustru (som sangeren; instruktør William Augustinus, 1911) - Zigeunersken (instruktør Einar Zangenberg, 1911) - Ekspeditricen (som læge; instruktør August Blom, 1911) - Frelserpigen (instruktør William Augustinus, 1911) - Den hvide Slavehandels sidste Offer (som ingeniør Faith; instruktør August Blom, 1911) - De to Hjem paa Nørrebro (instruktør Holger Rasmussen, 1911) - Sønnen fra Rullekælderen (som den rige brygger; ubekendt instruktør, 1911) - Sparekassebogen (som vennen; instruktør Arvid Ringheim, 1911) - Spaakonens Datter (som Viktor; instruktør August Blom, 1911) - Nonnen fra Asminderød (som billedskærer Klenz; ubekendt instruktør, 1911) - Eksplosionen i den store Kulgrube (instruktør Viggo Larsen, 1911) - Christian d. 4. og Forrædderen (ubekendt instruktør, 1911) - En bevæget Bryllupsnat (instruktør William Augustinus, 1911) - Røveriet paa Væddeløbsbanen (som tyv; instruktør William Augustinus, 1911) - Anna fra Æbeltoft (instruktør Eduard Schnedler-Sørensen, 1911) - Den Sorte Hætte (som Sherlock Holmes; instruktør William Augustinus, 1911) - Godt klaret (som grosserer Krog; instruktør William Augustinus, 1911) - Den farlige Alder (som sportsmanden; instruktør August Blom, 1911) - Dødsflugten (instruktør Eduard Schnedler-Sørensen, 1911) - Kærlighedens Styrke (instruktør August Blom, 1911) - Dødsspring til Hest fra Cirkuskuplen (som værtshusgæst; instruktør Eduard Schnedler-Sørensen, 1912) - Dr. Gar el Hamas Flugt (som tjener; instruktør Eduard Schnedler-Sørensen, 1912) - En Opfinders Skæbne (instruktør August Blom, 1912) - Brudegaven (instruktør Christian Schrøder, 1912) - Den Undvegne (som den unge bankier; instruktør August Blom, 1912) - Et Trekløver (som smørgrosserer; instruktør Eduard Schnedler-Sørensen, 1912) - Den kære Afdøde (som Otto Bangs ven; instruktør Eduard Schnedler-Sørensen, 1912) - Levende Billeder (instruktør Eduard Schnedler-Sørensen, 1912) - Vor Tids Dame (som Pullman, Bankier; instruktør Eduard Schnedler-Sørensen, 1912) - Jeg vil ha' en Søn (ubekendt instruktør, 1912) - Koleraen (instruktør Christian Schrøder, 1912) - Et Mandfolk til Auktion (instruktør Axel Breidahl, 1913) - Den troløse Hustru (instruktør Sofus Wolder, 1913) - Lykken svunden og genvunden (som Arbejdsmand Beck; instruktør Hjalmar Davidsen, 1913) - Grossererens Overordnede (instruktør Sofus Wolder, 1913) - Privatdetektivens Offer (instruktør Sofus Wolder, 1913) - Giftslangen (som Manzoni, akrobat; instruktør Hjalmar Davidsen, 1913) - Ægteskabets tornefulde Vej (instruktør Sofus Wolder, 1913) - Prins for en Dag (som Robert Herrick, prinsens ven; instruktør Eduard Schnedler-Sørensen, 1913) - Hvor er Pelle? (som Klinkerup, Pimpesens ven; instruktør Christian Schrøder, 1913) - Styrmandens sidste Fart (som kaptajn Fischer; instruktør Eduard Schnedler-Sørensen, 1913) - Kongens Foged (instruktør Sofus Wolder, 1913) - Pressens Magt (instruktør August Blom, 1913) | - Amors Krogveje (instruktør Robert Dinesen, 1914) - En nydelig Ægtemand (som D'Artagnau, fyrstens adjudant; instruktør Eduard Schnedler-Sørensen, 1914) - Tøffelhelten (som Carl Meyer, fabrikant; instruktør Robert Dinesen, 1914) - Millionær for en Dag (som Lazarus, en tvivlsom herre; instruktør Robert Dinesen, 1914) - Kvindehadernes Fald (instruktør Eduard Schnedler-Sørensen, 1914) - De kære Nevøer (som Kurt Harrison, maler, Carsons nevø; instruktør Alfred Cohn, 1914) - Stemmeretskvinden (som Albert, oberstens søn; instruktør Eduard Schnedler-Sørensen, 1914) - En Udskejelse (instruktør Eduard Schnedler-Sørensen, 1914) - Man skal ikke skue Hunden paa Haarene (instruktør Sofus Wolder, 1914) - Jens Daglykke (instruktør Sofus Wolder, 1914) - Millionærdrengen (som Ralph, maler; instruktør Holger-Madsen, 1914) - Under falsk Flag (instruktør Sofus Wolder, 1914) - Carl Alstrup som Soldat (instruktør Eduard Schnedler-Sørensen, 1914) - En slem Dreng (som Karl King, forfatter; instruktør Lau Lauritzen Sr., 1915) - Gissemands Kærlighedshistorie (som Tychsen, grosserer; instruktør Alfred Cohn, 1915) - Skipperens Genfærd (som skuespiller Bønne; instruktør Lau Lauritzen Sr., 1915) - Kærlighed pr. Flytteomnibus (som kandidat Hoppe; instruktør Lau Lauritzen Sr., 1915) - Alle Kneb gælder (som Jansen; instruktør Lau Lauritzen Sr., 1915) - Helten fra Østafrika (instruktør Lau Lauritzen Sr., 1915) - Tyvepak (som politiassistent Lilleberg; instruktør Lau Lauritzen Sr., 1915) - Den gale Digter (instruktør Lau Lauritzen Sr., 1915) - Uniformens Magt (som løjtnant Grøn, oberstens nevø; instruktør Lau Lauritzen Sr., 1915) - De Nygifte (som Aage Schultz; instruktør Lau Lauritzen Sr., 1915) - Millionæren i Røverhænder (som Dick, en god ven af Thomas Hardy; instruktør A.W. Sandberg, 1915) - Ungkarl og Ægtemand (som Theodor Topp, ungkarl; instruktør A.W. Sandberg, 1915) - En Skilsmisse (som Dick, Billys ven; instruktør Lau Lauritzen Sr., 1915) - En Vandgang (som Den fattige Jonathan, Idas tilbeder; instruktør Lau Lauritzen Sr., 1915) - Gammel Ost og Blomsterduft (som David; instruktør Lau Lauritzen Sr., 1916) - Den livstrætte Theodor (som Theodor; instruktør Lau Lauritzen Sr., 1916) - En bevæget Nat (som Hr. Petersen; instruktør Lau Lauritzen Sr., 1916) - Midnatssolen (instruktør Robert Dinesen, 1916) - En Forbryders Liv og Levned (som Thomas Busch; instruktør Alexander Christian, 1916) - En skindød Ægtemand (instruktør Lau Lauritzen Sr., 1916) - Konfetti (instruktør Lau Lauritzen Sr., 1916) - Min Onkel Generalkonsulen (instruktør Lau Lauritzen Sr., 1916) - Skinsyge-Digteren (instruktør Lau Lauritzen Sr., 1916) - En munter Klinik (instruktør Lau Lauritzen Sr., 1916) - Digteren og Basunblæseren (som Peter Pengel, digter; instruktør Lau Lauritzen Sr., 1916) - En nobel Fødselsdagsgave (instruktør Lau Lauritzen Sr., 1916) - Eventyr paa Fodrejsen (instruktør Lau Lauritzen Sr., 1916) - Hønseministerens Besøg (instruktør Lau Lauritzen Sr., 1916) - Arvetanten (som Poul Verner Gundelmayer, forfatter; instruktør Lau Lauritzen Sr., 1916) - Trolden i Æsken (instruktør Lau Lauritzen Sr., 1916) - I tjenstligt Øjemed (instruktør Lau Lauritzen Sr., 1916) - Paraplyen (som Bech, modeskuespiller; instruktør Lau Lauritzen Sr., 1916) - De tossede Kvindfolk (som Peter Søndergaard; instruktør Lau Lauritzen Sr., 1917) - De forheksede Støvler (som Ole Langfinger; instruktør Lau Lauritzen Sr., 1917) - Ung og forelsket (som direktør Humle; instruktør Lau Lauritzen Sr., 1917) - En uheldig Debut (instruktør Lau Lauritzen Sr., 1917) - Dansegalskab (instruktør Lau Lauritzen Sr., 1917) - Ridderen af den bedrøvelige Skikkelse (som kandidat Hannibal Hansen; instruktør Lau Lauritzen Sr., 1917) - Et livligt Pensionat (som Lystig, agent; instruktør Lau Lauritzen Sr., 1917) - Diskenspringeren (som købmand Tranbjerg; instruktør Lau Lauritzen Sr., 1917) - En tro og villig Pige (som Krølle-Adolf; instruktør Oscar Stribolt, 1917) - Den Retfærdiges Hustru (som Rache; instruktør A.W. Sandberg, 1917) - Den forfulgte Brudgom (som Dick, Max' ven; instruktør Lau Lauritzen Sr., 1917) - Abemennesket (som Nicolaj Frank, en arbejdsløs herre; instruktør Lau Lauritzen Sr., 1917) - Gentleman for en Time (instruktør Lau Lauritzen Sr., 1917) - Den megen Kærlighed (instruktør Lau Lauritzen Sr., 1917) - Dydsdragonen (som Smørum; instruktør Lau Lauritzen Sr., 1918) - Krondiamanten (som Isidor Silberstein, juvelér i Amsterdam; instruktør Emanuel Gregers, 1918) - Hun skriver paa Maskine (som Snak, sagfører; instruktør Lau Lauritzen Sr., 1918) - Naar Ungdommen raser (som Jonas Perikum; instruktør Lau Lauritzen Sr., 1918) - Damernes Ridder (som en nærgående herre; instruktør Lau Lauritzen Sr., 1918) - Ægteskabshaderne (som Singleton, Bombays australske svoger; instruktør Lau Lauritzen Sr., 1918) - Han er løbet med min Kone (instruktør Lau Lauritzen Sr., 1918) - Hjerterkonge (instruktør Lau Lauritzen Sr., 1918) - Tøffelheltens Fødselsdag (instruktør Lau Lauritzen Sr., 1918) | - Reservestatisten (som Svend Hansen, Ellas mand; instruktør Lau Lauritzen Sr., 1918) - Ægtemand for en Time (instruktør Lau Lauritzen Sr., 1918) - Hendes stille Sværmeri (som Torben Nalle, digter; instruktør Lau Lauritzen Sr., 1918) - Det spøger i Villaen (som Alkibiades, fru Tullebergs søn; instruktør Oscar Stribolt, 1918) - Prinsessens Tilbeder (som Rudi Kornells, tegner, Hektors svoger; instruktør Alexander Christian, 1918) - Naar man er ung og forelsket (som grosserer Kruse; instruktør Lau Lauritzen Sr., 1918) - En uheldig Tyveknægt (instruktør Lau Lauritzen Sr., 1918) - Hjerteknuseren (som Kalle Kallemand, grosserer; instruktør Robert Dinesen, 1918) - Pigespejderen (som professor Irling; instruktør Lau Lauritzen Sr., 1918) - Kærlighed og Pædagogik (som Jens Stramberg, lærer; instruktør Lau Lauritzen Sr., 1918) - Hvis er Barnet? (instruktør Lau Lauritzen Sr., 1918) - Straalemesteren (instruktør Lau Lauritzen Sr., 1918) - Det lille Pus (instruktør Lau Lauritzen Sr., 1919) - Mesterhypnotisøren (som Søren Kik, styrmand; instruktør Lau Lauritzen Sr., 1919) - Den store Gevinst (som Noppeman, trapezkunstner; instruktør Lau Lauritzen Sr., 1919) - Fugleskræmslet (som Hansen, Adonis' far; instruktør Lau Lauritzen Sr., 1919) - Med og uden Kone (som Napoleon Graa, kontormand; instruktør Lau Lauritzen Sr., 1919) - Kærlighed og Lotteri (instruktør Lau Lauritzen Sr., 1919) - Godsejeren (som Sullivans privatsekretær; instruktør Lau Lauritzen Sr., 1919) - Nalles Børnehave (som Mimmer, Nalles bedstefar; instruktør Lau Lauritzen Sr., 1919) - Maharajaens Yndlingsflamme (som storveziren; instruktør Lau Lauritzen Sr., 1919) - Den Sømand han maa lide (som prokurist Mommesen; instruktør Lau Lauritzen Sr., 1919) - Mælkemandens Hest (instruktør Lau Lauritzen Sr., 1919) - Livsforsikringsagenten (som direktør Theiss; instruktør Lau Lauritzen Sr., 1919) - Har været med et Brev i Postkassen (instruktør Lau Lauritzen Sr., 1919) - Agentens Tvillinger (instruktør Lau Lauritzen Sr., 1919) - Hans Kones Veninde (som Fabrikant Rank; instruktør Lau Lauritzen Sr., 1919) - Bægersvingeren (instruktør Lau Lauritzen Sr., 1919) - Byens Herkules (som Svupp, overbandit; instruktør Lau Lauritzen Sr., 1919) - Boksernes Konge (instruktør Lau Lauritzen Sr., 1919) - Den skønne Ubekendte (instruktør Lau Lauritzen Sr., 1919) - Han skal duellere (som baron Blinkenberg; instruktør Lau Lauritzen Sr., 1919) - Et nydeligt Trekløver (instruktør Oscar Stribolt, 1919) - Mandens Overmand (instruktør Lau Lauritzen Sr., 1919) - Klavervirtuosen (som fabrikant Williams; instruktør Lau Lauritzen Sr., 1919) - De tossede Mandfolk (instruktør Lau Lauritzen Sr.) - Mekanik-Pigen (instruktør Lau Lauritzen Sr.) - Skandalemageren (som Mr. Argus; instruktør Lau Lauritzen Sr., 1919) - En Sølvbryllupsdag (instruktør Lau Lauritzen Sr., 1920) - Evas Forlovelse (instruktør Lau Lauritzen Sr., 1920) - Den tapre Svigermoder (instruktør Lau Lauritzen Sr., 1920) - Den tapre Skrædder (instruktør Lau Lauritzen Sr., 1920) - Den standhaftige Spillemand (instruktør Lau Lauritzen Sr., 1920) - Kærlighed og Overtro (instruktør Lau Lauritzen Sr., 1920) - Væddeløberen (som Hurtigkarl, rentier; instruktør Lau Lauritzen Sr., 1920) - Hun fik ham ikke (som Rembrandt Hansen, kunstmaler; instruktør Lau Lauritzen Sr., 1920) - Hans bedre Halvdel (som Mr. James Sobby instruktør Lau Lauritzen Sr., 1920) - De keder sig paa Landet (instruktør Lau Lauritzen Sr., 1920) - Lykkens Galoscher (som Sæbjørnsen; instruktør Gunnar Sommerfeldt, 1921) - Den kære Husfred (instruktør Lau Lauritzen Sr., 1921) - Silkesstrumpan (som Magister Pingel; instruktør Lau Lauritzen Sr., 1921; svensk) - Ungkarleliv (som Krille, pebersvend; instruktør Lau Lauritzen Sr., 1921) - De livlige Statuer (instruktør Lau Lauritzen Sr., 1921) - Metode i Galskaben (instruktør Lau Lauritzen Sr., 1921) - Kärlek och hypnotism (som Pjokbjerg; instruktør Lau Lauritzen Sr., 1921; svensk) - Film, Flirt og Forlovelse (som instruktøren; instruktør Lau Lauritzen Sr., 1921) - Han, hun og Hamlet (som teaterdirektør Fagerlin; instruktør Lau Lauritzen Sr., 1922) - Landligger - Idyl - Vandgang (instruktør Lau Lauritzen Sr., 1922) - Mellem muntre Musikanter (som opvarter; instruktør Lau Lauritzen Sr., 1922) - Han er Mormon (instruktør Lau Lauritzen Sr., 1922) - Hans Kones Mand (som Pipo Fuglio, sanger; instruktør Lau Lauritzen Sr., 1922) - En Nat i København (som apoteker Stoll; instruktør Eduard Schnedler-Sørensen, 1923) - Paa Slaget 12 (instruktør A.W. Sandberg, 1923) - Grønkøbings glade Gavtyve (som apotekeren; instruktør Lau Lauritzen Sr., 1925) - Lykkehjulet (instruktør Urban Gad, 1926) - Dødsbokseren (som knejpevært; instruktør Lau Lauritzen Sr., 1926) - Kongen af Pelikanien (som regissøren; instruktør Valdemar Andersen, 1928) - Tango (som dørvogter; instruktør George Schnéevoigt, 1933) - Ballade i Nyhavn (som cafégæst; instruktør Johan Jacobsen, 1942) |

#### Tonefilm
- Tre år efter (som Frederiksen, Hotelejer; instruktør Johan Jacobsen, 1948)
- For frihed og ret (instruktør Svend Methling, 1949)
- Blændværk (som Frandsen, tjener på "Oasen"; instruktør Johan Jacobsen, 1955)

### Som manuskriptforfatter
- Han vil til Filmen (instruktør Lau Lauritzen Sr., 1919)

### Som instruktør
- Stemmeretskvinder (1913)